# Parc national Bulleringa
Le parc national Bulleringa est un parc national situé au Queensland en Australie. Il est situé à 1448 km au nord-ouest de Brisbane.